# Labastide-Saint-Pierre
Labastide-Saint-Pierre (okzitanisch: La Bastida de Sent Pèire) ist eine französische Gemeinde mit 3763 Einwohnern (Stand: 1. Januar 2022) im Département Tarn-et-Garonne in der Region Okzitanien. Sie gehört zum Arrondissement Montauban und ist Teil des Kantons Tarn-Tescou-Quercy vert. Die Einwohner werden Bastidiens genannt.

## Geographie
Labastide-Saint-Pierre liegt am westlichen Ufer des Flusses Tarn, der auch die nordöstliche Gemeindegrenze bildet. In diesen mündet hier sein Zufluss Rieu Tort ein. Die Gemeinde liegt im Weinbaugebiet Côtes du Frontonnais. Umgeben wird Labastide-Saint-Pierre von den Nachbargemeinden Bressols im Norden und Nordwesten, Montauban im Norden, Corbarieu im Nordosten, Orgueil im Osten und Süden, Campsas im Südwesten sowie Montbartier im Westen.
Durch die Gemeinde führen die Autoroute A62 sowie die frühere Route nationale 630.

## Geschichte
Als Bastide wird der Ort 1270 (nach anderen Quellen 1272) durch den Grafen Alfons von Poitiers gegründet. Aber schon zuvor war die Gegend besiedelt, weil sie an der Römerstraße von Montauban nach Toulouse lag. Pierre d’Alba gründete schon im 9. Jahrhundert eine kleine Kolonie am Flusslauf des Tarns mit dem Namen Saint-Pierre.
In den Religionskriegen war der Ort mehrmals zerstört worden. 
In der Zeit der französischen Revolution trug der Ort den Namen Labastide-de-Tarn.

## Bevölkerung
| Jahr      | 1962  | 1968  | 1975  | 1982  | 1990  | 1999  | 2006  | 2018  |
| --------- | ----- | ----- | ----- | ----- | ----- | ----- | ----- | ----- |
| Einwohner | 1.140 | 1.310 | 1.848 | 2.231 | 2.653 | 3.043 | 3.508 | 3.762 |

## Sehenswürdigkeiten

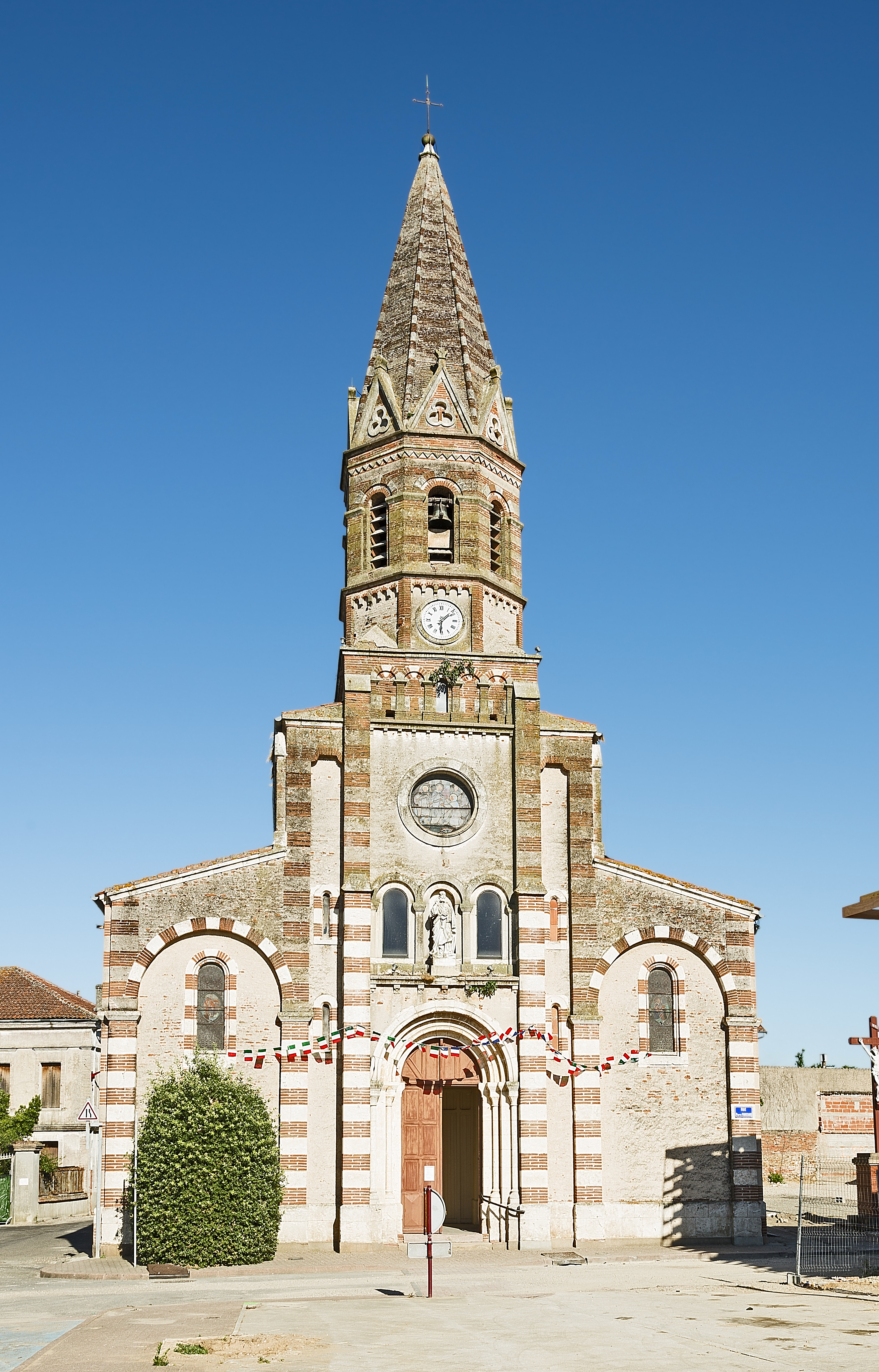
Kirche Saint-Lizièr

- Kirche Saint-Lizièr
- Burg Clau

## Gemeindepartnerschaft
Mit der italienischen Gemeinde Castello di Godego in der Provinz Treviso (Venetien) besteht eine Partnerschaft.